# 舟着村
舟着村（ふなつけむら）は、愛知県八名郡にかつて存在した村。
一部は新城町合併後に鳳来町へ編入されたが、平成の大合併で鳳来町が新城市に編入されたことにより、全域が新城市の一部となっている。
現在の新城市東南部、豊川の東岸の地域であり、村名は舟着山（標高427m）に由来する。
江戸時代、豊川の舟運の中継地として栄えた地域である。

## 歴史
- 江戸時代末期、この地域は天領、半原藩領、旗本領、寺社領などであった。
- 1906年（明治39年）7月1日 - 乗本村と日吉村が合併し、舟着村となる。
- 1955年（昭和30年）4月15日 - 南設楽郡新城町、東郷村、千郷村、八名郡八名村と合併して南設楽郡新城町となり消滅。
- 1956年（昭和31年）9月30日 - 旧・舟着村の一部（乗本）が分割され、鳳来町に編入される[1]。
- 1958年（昭和33年）11月1日 - 新城町が市制施行し、新城市となる。
- 2005年（平成17年）10月1日 - 鳳来町の新城市への合併で乗本地区も新城市域になる。

## 学校
- 舟着村立市川小学校（1973年日吉小学校と統合。現・新城市立舟着小学校）
- 舟着村立日吉小学校（1973年市川小学校と統合。現・新城市立舟着小学校）
- 舟着村立吉川小学校（1974年に舟着小学校へ統合）
- 舟着村立乗本小学校（1969年に長篠小学校と統合し、鳳来町立鳳来中部小学校。現・新城市立鳳来中部小学校）
- 舟着村立舟着中学校（新城市立新城中学校に統合）

## 神社・仏閣
- 日吉神社

## 史跡
- 鳶ヶ巣山砦址（長篠の戦いの武田軍の砦）

## 行政地名
旧舟着村の大字は一旦新城町（のち新城市）の大字となった後、大字乗本が鳳来町の大字となった。
なお、現・新城市の地域自治区は大字乗本を除いた旧舟着村域（市川・塩沢・鳥原・吉川）が舟着地域自治区を構成し、大字乗本は鳳来中部地域自治区に属している。